# José Álvaro Moisés
José Álvaro Moisés (1945) é um cientista político, professor, jornalista e escritor brasileiro. José Álvaro é professor titular de Ciência Política da Faculdade de Filosofia, Letras e Ciências Humanas (FFLCH) da Universidade de São Paulo (USP) e diretor do Núcleo de Pesquisa de Políticas Públicas da USP. É ainda membro do Comitê Executivo da International Political Science Association.

## Formação
José Álvaro Moisés graduou-se em Ciências Sociais pela USP, é mestre em Política e Governo pela Universidade de Essex e doutor em Ciência Política pela USP.

## Obras
- (1995) "Os brasileiros e a democracia"
- "Democracia e Confiança"
- "O Papel do Congresso Nacional no Presidencialismo de Coalizão"
- (1982) "Lições de liberdade e opressão: o Novo Sindicalismo e a política"
- (1978) "Greve de massa e crise política (estudo da greve dos 300 mil em São Paulo 1953-1954)"